# Vigmostad
Vigmostad est une localité et une ancienne commune de Norvège, située dans le comté d'Adger et faisant partie de la kommune de Lindesnes.

## Histoire
En 1837, la réunion de Konsmo, Spangereid, Valle et Vigmostad donne lieu à la naissance de la commune d'Audnedal.
En 1844, la commune est divisée en Nord et Sør-Audnedal. Vigmostad et Konsmo font partie de la commune de Nord-Audnedal.
Vigmostad a été séparé de Nord-Audnedal pour devenir une commune à part entière en 1910 et ce, jusqu'en 1964. Le 1er janvier 1964, Vigmostad, Spangereid et Sør-Audnedal ont été réunis pour former la commune de Lindesnes. À l'époque, la localité comptait 589 habitants.